# くわはらゆみ
くわはら ゆみ（5月9日 - ）は、フリーのタレント、ラジオパーソナリティ。福岡県出身。本名は桑原 優実（読み同じ）。

## 来歴・人物
- 血液型：O型。靴のサイズ：23.5cm。キャッチフレーズは「福岡県民の永遠の妹」。
- ４つ上の兄がおり、名前の「ゆみ」は当時テレビで活躍していた安達祐実のファンだった兄が決めた。
- 福岡を拠点にローカルタレント、ラジオパーソナリティとして活動。
- 秘書検定3級・書道8段・英検2級を所持している[1]。
- 趣味はグミ集め。SNSで“くわはらグミ図鑑”を作成中[2]。
- スポーツが好き。好きなサッカーチームはアビスパ福岡。好きなプロ野球チームは福岡ソフトバンクホークスと阪神タイガース、好みのタイプは工藤公康と平田勝男。
- 寝言がひどく、「エビフライが海で泳いでいる」と呟き友人を驚かせたことがある。
- ラジオ番組『music×serendipity』では、番組後のYouTube配信でジェスチャークイズをやることが常である[3]。

## 出演番組
- music×serendipity（LOVE FM、木曜日 担当）[4]
- 教えて！キラキラさん～福岡大人女子レッスン～ (J:COM)
- ペラ坊・ペラ美のボートHOUSE（2024年4月 - 、ボートレース福岡 YouTube配信） - 日替わりアシスタント